# Морган (порода лошадей)

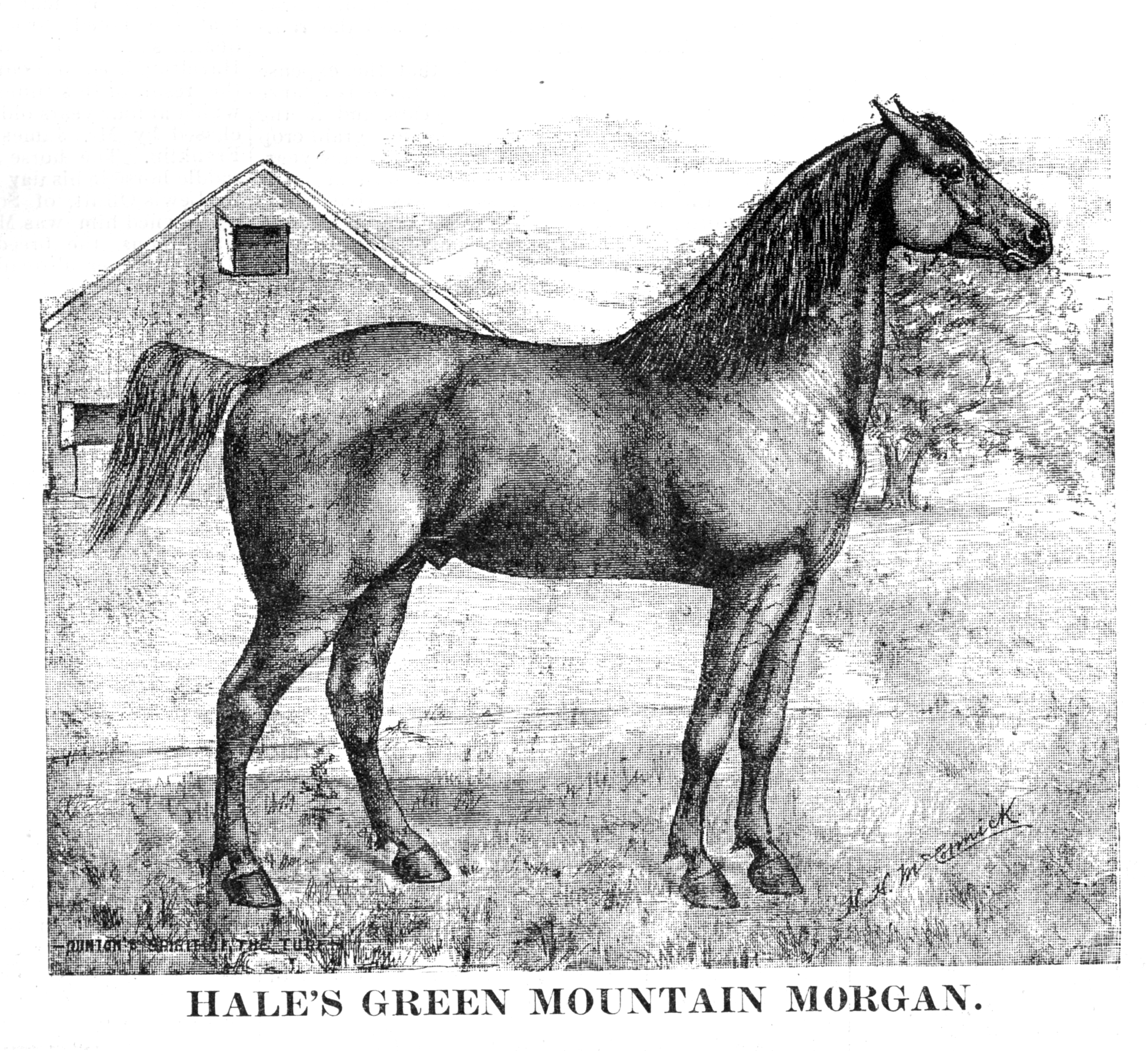
Жеребец «Hales Green Mountain Morgan» 1832—1863, Американский Морган

Морган, лошадь Моргана — одна из первых пород лошадей, выведенных в США. По прослеживаемому генетическому фонду происходит от жеребца по имени Figure, позднее переименованного в Justin Morgan в честь его владельца, известного заводчика и композитора Джастина Моргана.
Морганы использовались на множестве ролей в американской истории XIX века: как упряжная лошадь и как беговая, как повсеместное ездовое животное, и как кавалерийские лошади во время Гражданской войны в США с обеих сторон конфликта. Морганы повлияли на другие главные американские породы, в их числе American Quarter Horse, теннессийская прогулочная и стандартбред. В течение XIX и XX веков, их экспортировали в другие страны, включая Англию, где они повлияли на разведение Хакнэ. В 1907 году Министерство сельского хозяйства США учредило «US Morgan Horse Farm» в городе Middlebury с целью увековечения и улучшения породы Морган. Позднее ферма была перенесена в Вермонтский университет. Первый реестр породы был создан в 1909 году и с тех пор многие организации в США, Европе и Океании выводят породу. Так, по состоянию на 2005 год, численность породы оценивалась в более чем 175 000 лошадей Морган, существовавших во всём мире.
Морган — это компактная, изысканная порода в основном гнедой, вороной или рыжей мастях, хотя они появляются во многих мастях, в том числе в нескольких вариантов pinto. Используется в дисциплинах английской езды и Вестерн-спорта, порода известна своей универсальностью. Лошадь породы Морган является символом штатов Вермонт и Массачусетс. Популярные детские авторы, в том числе Маргерит Генри и Эллен Фельд, изображали породу в своих книгах; Книгу Генри Justin Morgan Had a Horse Дисней впоследствии сделал фильмом.